# Jack Cooley
Pour les articles homonymes, voir Cooley (homonymie).
Jack Ryan Cooley, né le 4 avril 1991 à Evanston dans l'Illinois, est un joueur américain de basket-ball.

## Biographie
Après de bonnes performances en NBA D-League, il signe un contrat de dix jours avec le Jazz de l'Utah le 24 février 2015, puis un second en mars 2015.